# May Cambridge

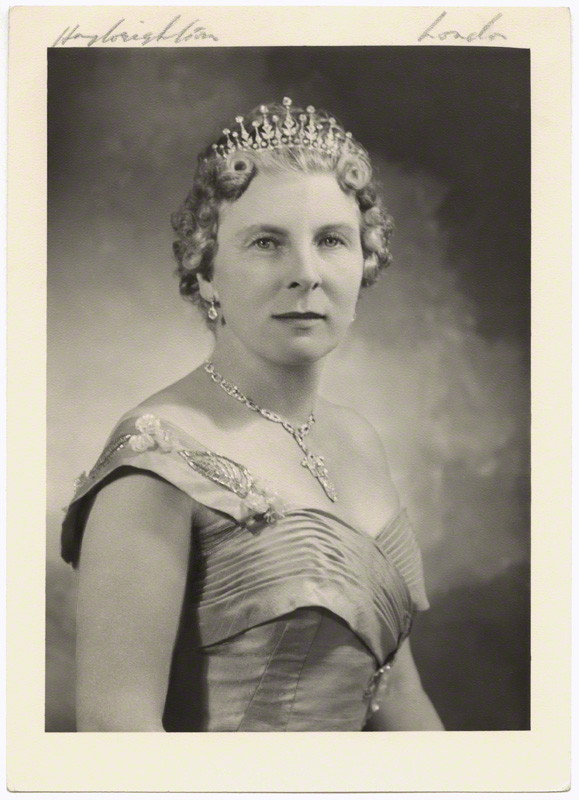

Lady May Helen Emma Cambridge (23 januari 1906 – 29 mei 1994) was de dochter van prins Alexander van Teck en prinses Alice van Albany, een kleindochter van koningin Victoria van het Verenigd Koninkrijk. Ze trouwde met Henry Abel Smith, met wie ze drie kinderen kreeg.

## Jeugd
May Cambridge werd op 23 januari 1906 geboren in Claremont House te Surrey (Engeland). Bij haar geboorte kreeg ze de titel 'Hare Doorluchtige Hoogheid Prinses May van Teck'. Toen haar vader de achternaam 'Cambridge' aannam, werd haar titel veranderd in 'Lady May Cambridge'. Zij is genoemd naar de zuster van haar vader (koningin Mary (May)), haar oma van moederszijde (Helena van Waldeck-Pyrmont) en naar een zuster van de laatste (de Nederlandse koningin Emma).

## Huwelijk en gezin
Op 24 oktober 1931 trouwde ze met Henry Abel Smith (1900 – 1993). Ze kregen drie kinderen:
- Anna Maria Sibylla Abel Smith (28 juli 1932)
- Richard Francis Abel Smith (1933 – 2004), kolonel
- Elizabeth Alice Abel Smith (5 september 1936)

## Dood
Lady May Cambridge stierf op 29 mei 1994. Ze werd begraven in Frogmore bij Windsor Castle. Haar echtgenoot, die een jaar eerder was gestorven, was daar ook begraven.